# Svenska Bollspelsförbundet
Der Svenska Bollspelsförbundet war ein schwedischer Fußballverband, der Anfang des 20. Jahrhunderts existierte. Er vertrat Schweden bei der Gründung der FIFA.

## Geschichte
Zu Beginn des Fußballs in Schweden existierten mehrere konkurrierende allgemeine Sportverbände, die konkurrierende Wettbewerbe austrugen. Während einerseits die vom Svenska Idrottsförbundet ausgespielte Svenska Mästerskapet vor allem von den Göteborger Vereinen dominiert wurde, entstand in Stockholm der vom Stockholms Idrottsförbundet ausgetragene Rosenska Pokalen.
Auf Initiative des Dänen Christian Ludvig Kornerup, der später eingebürgert wurde, kam die Idee eines landesweiten Spezialverbandes auf. Nach längeren Diskussionen gründete sich im April 1902 der Svenska Bollspelsförbundet, der sich zunächst aus AIK, Djurgårdens IF, Idrottsföreningen Kamraterna, IF Sleipner, IF Svithiod und Östermalms SK konstituierte. Im Mai wurde Clarence von Rosen zum ersten Vorsitzenden des Verbandes gewählt, Kornerup wurde Direktor des Verbandes.
1902 setzte der Verband seinen ersten im Ligaformat ausgetragenen Wettbewerb an, den  Djurgårdens IF nach sechs Siegen in sechs Spielen für sich entscheiden konnte. Zudem übernahm der Verband im Herbst des Jahres die Organisation des Rosenska Pokalen.
Im Mai 1904 gehörte der Svenska Bollspelsförbundet zu den Gründungsmitgliedern der FIFA. Vertreten durch den Dänen Ludvig Sylow, stimmte der Verband der Gründung des Weltverbandes zu.
Im Mai 1903 entstand der Svenska Gymnastik- och Idrottsföreningarnas riksförbund, der zunächst auf eine Fußballsektion verzichtete. Nachdem der Svenska Bollspelsförbundet sich jedoch nicht unterordnen wollte, gründete der Verband am 24. Mai 1904 einen entsprechenden Teilverband. Dennoch einigte man sich auf eine Zusammenarbeit, so dass der Rosenska Pokalen in der Svenska Mästerskapet aufging. Die bisher im Rahmen des Rosenska Pokalen vergebene Trophäe, der Von-Rosens-Pokal, wurde fortan dem schwedischen Meister verliehen. Nachdem in den folgenden Jahren die Zusammenarbeit weiter intensiviert worden war, einigte man sich im Sommer auf eine Aufteilung der Zuständigkeitsbereiche. Der Svenska Bollspelsförbundet war fortan im Auftrag des Teilverbandes für die Austragung der Pflichtspiele im Rahmen der Svenska Mästerskapet zuständig.
Nach Streitigkeiten löste sich der Verband am 17. Mai 1906 auf und machte dem mittlerweile als Svenska Fotbollförbundet firmierenden Teilverband den Weg frei, als alleiniger schwedischer Fußballverband das Land zu vertreten.

## Weblink
- bolletinen.se: „Hundra       år sedan Svenska Bollspelsförbundet bildades“ (PDF; 26 kB)